# Mia Kirshner
Pour les articles homonymes, voir Kirshner.
Mia Kirshner est une actrice canadienne née le 25 janvier 1975 à Toronto (Ontario).

## Biographie
Mia Kirshner est la fille de Etti, une enseignante d'origine bulgare, et Sheldon Kirshner, un journaliste d'origine polonaise qui écrit pour The Canadian Jewish News. Mia Kirshner est une petite-fille de survivants de l'Holocauste ; son père est né dans un camp de personnes déplacées en Allemagne en 1946 et il a rencontré Etti, une réfugiée bulgare juive, en Israël.
Mia a étudié la littérature russe et le cinéma du XXe siècle à l'Université McGill de Montréal.
Elle est révélée en 1994 par son rôle dans Exotica d'Atom Egoyan. En 1996, elle donne la réplique à Vincent Perez et Iggy Pop, dans The Crow 2 de Tim Pope, et produit par Miramax.
En 2001, elle joue dans Sex Academy et apparaît dans le clip de Marilyn Manson Tainted Love, extrait de la musique du film. Elle apparaît également dans 24 Heures chrono où elle incarne Mandy, une tueuse à gages, qui apparaît dans les saisons 1, 2 et 4 de la série.
Elle est principalement connue pour son rôle central dans la série The L Word, où elle incarne Jenny Schecter, une jeune auteure fraîchement diplômée qui rejoint son petit ami à Los Angeles et se découvre une attirance pour les femmes.
En 2006, elle incarne Elisabeth Short dans Le Dahlia noir de Brian De Palma.
Elle joue en 2010-2011 dans quelques épisodes de la série à succès Vampire Diaries. Elle interprète Isobel Flemming, la mère biologique du personnage principal de la série, Elena.
Elle a aussi dirigé le tournage d'un court métrage, Victor, montrant un drag queen à la recherche de l'amour dans un monde froid et très dur.
En 2017, dans le cadre de l'Affaire Harvey Weinstein, elle dénonce elle aussi des avances sexuelles agressives de la part du producteur et le peu de protection offert alors par les syndicats.

## Filmographie

### Cinéma
- 1993 : De l'amour et des restes humains de Denys Arcand : Benita
- 1993 : Cadillac Girls de Nicholas Kendall : Page
- 1994 : Exotica d'Atom Egoyan : Christina
- 1995 : Meurtre à Alcatraz de Marc Rocco : Rosetta Young adulte
- 1995 : The Grass Harp de Charles Matthau : Maude Riordan
- 1996 : The Crow, la cité des anges de Tim Pope : Sarah
- 1997 : Anna Karénine de Bernard Rose : Kitty
- 1997 : Mad City de Costa-Gavras : Laurie Callahan
- 1999 : Saturn de Rob Schmidt : Sarah
- 1999 : Dark Summer de Gregory Marquette : Dominique Denright
- 1999 : Out of the Cold d'Aleksandr Buravsky : Deborah Berkowitz
- 2001 : Century Hotel de David Weaver : Dominique
- 2001 : According to Spencer (en) de Shane Edelman : Melora
- 2002 : Sex Academy de Joel Gallen : Catherine Wyler
- 2002 : New Best Friend de Zoe Clarke-Williams : Alicia Campbell
- 2002 : Now and Forever de Bob Clark : Angela Wilson
- 2003 : Party Monster de Fenton Bailey et Randy Barbato : Natasha
- 2006 : Le Dahlia noir de Brian De Palma : Elizabeth Short
- 2009 : 30 jours de nuit : Jours sombres de Ben Ketai : Lilith
- 2011 : 388 Arletta Avenue : Amy Deakins
- 2012 : The Forest de Darren Lynn Bousman : Cynthia Vineyard
- 2021 : Crisis de Nicholas Jarecki : Susan Reimann

### Télévision
- 1988 - 1990 : War of the Worlds : Jo
- 1990 : Dracula: The Series : Sophie Metternich
- 1992 : Fais-moi peur ! : Dora Pease / Pam
- 1995 : Johnny's Girl : Amy
- 2000 : Mariages et cœurs brisés (Cowboys and Angels), de Gregory C. Haynes : Candice
- 2001, 2003 et 2005 : 24 heures chrono : Mandy (saison 1, épisodes 1 à 3 ; saison 2, épisode 24 ; saison 4, épisodes 22, 23, 24)
- 2001 : Wolf Lake : Ruby Cates
- 2004 : Les Remords d'une mère, de Nikolaï Lebedev : Rebecca
- 2004 - 2009 : The L Word : Jenny Schecter
- 2008 : Un bébé à tout prix (Miss Conception) : Clem
- 2009 : The Cleaner : April May (Saison 2, épisode 4)
- 2009 : Les Experts : Manhattan : Deborah Carter (Saison 6, épisode 4)
- 2010 : Vampire Diaries : Isobel Flemming
- 2012 : Mon amour de colo (Kiss at Pine Lake) : Zoe McDowell
- 2012 : Mariée ou presque (I Think I Do) : Julia
- 2013 - 2014 : Defiance : Kenya Rosewater
- 2013 :  Maternité à risque (The Surrogacy Trap) : Christy Bennett
- 2013 : Graceland : Ashika Pearl
- 2013 : Lost Girl : Clio (Saison 4)
- 2017 : Star Trek: Discovery : Amanda Grayson
- 2019 : Prête à tout pour mon enfant, même l'illégalité (The College Admissions Scandal) de Adam Salky : Bethany Slade
- 2020 : Love, Lights, Hanukkah! (téléfilm) : Christina Rossi
- 2023 : Star Trek: Strange New Worlds : Amanda Grayson (Saison 2, épisode 5)

## Voix francophones
En France
| - Joëlle Guigui dans : - The L Word (série télévisée) - Les Remords d'une mère (téléfilm) - Marie Chevalot, dans (les séries télévisées) : - 24 Heures chrono - Graceland - Caroline Victoria dans (les séries télévisées) : - Star Trek: Discovery - Star Trek: Strange New Worlds | Et aussi - Déborah Perret dans The Crow : La Cité des anges - Anneliese Fromont dans Anna Karénine - Olga Grumberg dans Mad City - Élodie Ben dans Sex Academy - Claire Guyot dans Wolf Lake, (série télévisée) - Sylvie Jacob dans Le Dahlia noir - Marjorie Frantz dans Vampire Diaries (série télévisée) - Barbara Delsol dans Mon amour de colo (téléfilm) - Véronique Desmadryl dans Defiance, (série télévisée) - Sybille Tureau dans Maternité à risque (téléfilm) - Laura Zichy dans Bloodline, (série télévisée) - Marie-Laure Dougnac dans Prête à tout pour mon enfant, même l'illégalité ! (téléfilm) |